# Устинівський «заколот»
Устинівський «заколот» — стихійне антикомуністичне повстання у місті Устинівка на правобережній Україні, яке відбулося напередодні Голодомору 1932–1933. Кваліфіковане окупаційною владою як «заколот», засуджено 19 колишніх громадян УНР, зокрема трьох — до розстрілу.

## Обставини
6 липня 1930 у районному центрі Устинівка Зінов'ївської округи УСРР представник ОГПУ Гаркуша з подільником Удодом спробували пограбувати жінку під виглядом «боротьби зі спекуляцією». Потерпіла Мотря Дужан законно купувала яйця і тому вчинила активний спротив, на її бік стали десятки присутніх людей, які були обурені постійними грабунками з боку комуністів. Нападник Гаркуша погрожував зброєю, поранив сина Мотрі Дужан. Над майданом розлетілося: «Людей стріляють за крашанки!», люди намагалися затримати міліціонера Гаркушу.
Проте за короткий час на місце події прибула банда комсомольців та активістів, які брали участь у так званому «розкуркуленні» на селі. Їм вдалося вирвати затриманого Гаркушу та закритися у райвідділку ОГПУ. Того ж дня відбуся штурм райвідділку, у забарикадованих бандитів вимагали здати зброю. За даними історика, заступника директора Інституту національної пам'яті Володимира Тиліщака, лунали заклики стратити місцеву окупаційну владу, захопити пошту і телеграф, перерізати телефонні комунікації та оголосити політичні вимоги до комуністів.
Банді комуністів вдалося вивезти своїх подільників до місцевої лікарні, але повсталі обрали Спеціальні комісію на чолі з Лукією Руденком для освідчення потерпілих комуністів та їх подальшого арешту. Затримано самого Гаркушу та ще одного з банди ОГПУ — Кучая. Тим часом, комуністи розгорнули загони колгоспних активістів, яким терміново видали зброю. До вечора тут була і опергрупа ОГПУ з сусідніх населених пунктів. Вони витіснили повстанців з приміщень пошти та місцевої кооперації, провели масові арешти.
Секретар Зінов'євського ОПК Таран зробив окрему доповідь для ЦК КП(б)У про обставини «заколоту».
17 серпня 1930 комуністи провели показову судову розправу над 19 учасниками повстання, назвавши їх «куркульсько-спекулянтською зграєю». Проте ніхто не визнав своєї провини навіть перед загрозою смерті, фактично заперечуючи саме право самозванців проводити подібні суди над колишніми громадянами УНР. Відтак комуністи постановили: стратити трьох підсудних; вислати до концтабору 4 осіб, зокрема старших жінок Лукію Руденко та Анастасію Дужан; пораненому Василю Дужану присудили 7 років концтаборів; матір Василя Дужана, Мотрю Дужан — до 3 років, також ще восьмеро її односельців; для двох — 2 роки каторги.

## Висновки
Дослідник устинівських подій 1930 року Іван Петренко робить висновок:
| ...Дії більшовицької влади виявилися надзвичайно жорстокими щодо селян - учасників бунту. В цьому виявився увесь характер тогочасної влади... |
Стихійне повстання в Устинівці лягло у загальну статистику антикомуністичних виступів українців у розпал централізованих конфіскацій приватного майна (так звана «колективізація») та сприяло форсуванню антиукраїнських терористичних акцій совєцького режиму. Недоліком повстання була його непідготовленість та емоційність, брак реалістичного плану, відсутність контактів з іншими групами повсталих селян.
На весну комуністи контролювали практично все їстівне в Устинівці та довколішніх селах, що дало змогу ефективно провести масові убивства голодом.